# Esquiva na cadeira
 (décembre 2022).
Si vous disposez d'ouvrages ou d'articles de référence ou si vous connaissez des sites web de qualité traitant du thème abordé ici, merci de compléter l'article en donnant les références utiles à sa vérifiabilité et en les liant à la section « Notes et références ».
L'esquiva na cadeira (litt. "esquive dans la chaise", en portugais), également appelée esquiva lateral ("esquive latérale"), est un mouvement d'esquive en capoeira qui consiste à pencher son buste sur le côté à partir de la cadeira.
Il faut donc se pencher sur le côté de manière à poser l'épaule sur le genou tout en se protégeant le visage avec le bras qui se trouve devant soi (en le positionnant à l'horizontale devant le menton), l'autre bras devant rester derrière la jambe sur laquelle on s'appuie, la paume orientée vers le sol.